# Elizabeth Island (Neuseeland)
Elizabeth Island ist eine langgezogene Insel im Doubtful Sound/Patea der Region Southland auf der Südinsel von Neuseeland.

## Geographie
Elizabeth Island befindet sich im oberen Bereich des Doubtful Sound/Patea, rund 1,5 km südsüdöstlich der Nachbarinsel Fergusson Island. Die 117 m hohe Insel besitzt eine Flächenausdehnung von rund 60,6 Hektar und erstreckt sich über eine Länge von rund 2,635 km in Nordnordwest-Südsüdost-Richtung. Die breiteste Stelle der Insel befindet sich im südlicheren Teil und misst rund 330 m in Ost-West-Richtung. Zu beiden Ufern des Fjords beträgt die Distanz 150 m und 650 m.
Die Insel ist gänzlich bewaldet.